# Ukulzat
Ukulzat era un petit principat de l'Orient Pròxim, vassall de la part del regne de Nuhase sotmesa a Mitanni.
El seu rei, Takip-Sarri, es va aliar a Subiluliuma I cap a l'any 1340 aC i quan va ser deposat el rei de Nuhase, se li va donar aquell regne, però probablement sota la dependència del regne de Khalab (Alep), d'on era rei Telepinus, fill de Subiluliuma.